# کراریا
کراریا(نام علمی: Ceraria) نام یک سرده از راسته افراسانان است.